# پرواز شماره ۸۵۰۱ ایرآسیا اندونزی
پرواز شماره ۸۵۰۱ ایرآسیا اندونزی (QZ8501/AWQ8501) پرواز مسافربری از شرکت ایرآسیا اندونزی است که در دریای جاوه ناپدیدشده‌است.
این هواپیما از نوع ایرباس ای۳۲۰–۲۰۰ است که ۲۸ دسامبر ۲۰۱۴ ساعت ۵ و۲۰ دقیقه به وقت محلی، پرواز خود را از شهر سورابایا در جزیره جاوا در شرق اندونزی، به سوی سنگاپور آغاز کرد بود و قرار بود ساعت ۸ و ۳۰ دقیقه به سنگاپور برسد.
این پرواز ۱۵۵ مسافر و ۷ خدمه داشته‌است که تماسش با فرودگاه جاکارتا ساعت ۷ و ۵۵ دقیقه قطع شده‌است. در زمان ناپدید شدن هواپیما، هوای منطقه ابری بوده‌است.
روز ۲۹ دسامبر مقام‌های اندونزی گفتند برای اولین بار از آغاز جستجو هواپیمای استرالیایی موفق شده قطعاتی را در آب‌های جاوا مشاهده کند که ممکن است متعلق به هواپیمای مفقودشده ایرآسیا باشد.
روز ۳۰ دسامبر مقام‌های اندونزیایی گفتند که در حال اعزام تیم‌هایی برای تحقیق دربارهٔ دودی است که در ناحیه ناپدید شدن هواپیمای شرکت ایرآسیا بر فراز یک جزیره دیده شده‌است. در روز ۳۰ دسامبر در ساعت ۱۸:۰۰ به وقت محلی (۱۱:۰۰ به وقت گرینویچ) شرکت ایرآسیا اندونزی در صفحهٔ سیاه و سفیدی که به آخرین اطلاعات این پرواز اختصاص داده بود با تأسف اعلام نمود که نیروهای گشت قطعاتی از ضایعات را در تنگهٔ کاریماتا پیدا کرده‌اند که بدون شک به هواپیمای مفقود شده متعلق است.
در همان روز ۲۸ دسامبر یعنی روز حادثه یک ماهیگیر تکه‌های زیادی از قطعات هواپیما را در نزدیکی جزیرهٔ توجو مشاهده نمود که بزرگترین آن‌ها در ابعاد ۴متر در ۲متر بوده‌است. این قطعات به رنگ قرمز و نقره‌ای، شبیه به رنگ بدنهٔ هواپیمای مفقود بوده‌اند. با این حال این فرد مشاهدهٔ خود را تا غروب روز بعد که به خانه بازگشت و اخبار مفقودی هواپیما را شنید گزارش ننمود. در روز ۳۰ام دسامبر یک هواپیمای گشت تکه‌هایی شبیه به در هواپیما و نوارهای اضطراری را در فاصلهٔ ۱۰ کیلومتری آخرین نقطهٔ ارتباط هواپیما با مرکز کنترل مشاهده کرد. سپس تکه‌های دیگری نیز در محوطه پیدا شد. مقامات اندونزیایی سپس اعلام کردند که تکه‌های پیداشده در تنگهٔ کاریماتا تکه‌هایی از یک هواپیما هستند. اجسادی که ممکن است متعلق به مسافران باشد نیز در آب‌های خلیج کومای، در نزدیکی شهر پنگکلانبون پیدا شدند. . با مشاهدهٔ چنین گزارش‌هایی نیروی دریایی اندونزی نیز به سرعت به منطقه اعزام شد.
خبرگزاری رویترز در ساعت ۱۰:۰۵ جهانی روز ۳۰ دسامبر به نقل از یکی از مقامات اندونزیایی گزارش داد که ۴۰ جسد از آب بیرون کشیده شده‌اند اما این گفته پس گرفته شد و تنها ۳ جسد تأیید شد
در ۳۱ام دسامبر یک نشریهٔ آمریکایی گزارش داد که روز گذشته تصاویر سونار یک کشتی اندونزیایی یک هواپیمای واژگون را در اعماق بین ۲۴ تا ۳۰ متری دریا در حدود ۳٫۵ کیلومتری تکه‌های پیدا شده بر سطح آب نشان داده‌است.